# Плавскін Захарій Ісаакович
Захарій Іса́акович (Іцко-Айзікович) Плавскін (1918—2006) — радянський літературознавець-іспаніст, перекладач, доктор філологічних наук (1978).

## Біографія
Народився 1918 року в Маріуполі. У 1935 році вступив на філологічний факультет Ленінградського університету. У 1938—1939 роках був перекладачем в міжнародній бригаді в Іспанії.У 1941 року закінчив університет. У тому ж році вступив до ВКП(б).
На початку Великої Вітчизняної війни був завідувачем відділу в газеті «Зміна», в 1944—1945 — військовий перекладач, перед цим був розвідником, видаючи себе за солдата іспанської «Блакитної дивізії». Після війни повернувся на роботу до Ленінградського університету. Читав курс історії зарубіжної літератури. В 1951 захистив кандидатську дисертацію «Проблеми національної своєрідності драми Відродження в Іспанії (Лопі де Вега та його школа)», в 1978 — докторську дисертацію «Сатира Маріано Хосе де Ларри і проблеми публіцистики ранніх буржуазних революцій в Іспанії».
Був членом Міжнародної асоціації сервантистів (ісп. Asociación de Cervantistas) та Російської асоціації іспаністів.
Автор понад 200 друкованих праць. Основні роботи присвячені іспанській драмі епохи Відродження, сучасній латиноамериканській літературі, російсько-іспанським літературним зв'язкам.
У 1994 році емігрував до США. Помер у Нью-Йорку у 2006 році.

## Основні роботи
Книги
- Прогресивна поезія Латинської Америки, Л., 1959;
- Лопе де Вега. 1562—1635, М. — Л., 1960;
- Ніколас Гільєн. Критико-біогр. нарис, М. — Л., 1965;
- М. Х. де Ларра та її час: сатирична публіцистика ранніх буржуазних революцій Іспанії. Л., 1977;
- Испанская литература XVII — середины XIX века. — М. : Высшая школа, 1978.
- Испанская литература XIX–XX веков. — М. : Высшая школа, 1982.
- Литература Испании IX–XV веков. — М. : Высшая школа, 1986.
- История зарубежной литературы XVII века / Под ред. З. И. Плавскина. — М. : Высшая школа, 1987.
- История зарубежной литературы XVIII века / Под ред. З. И. Плавскина. — М. : Высшая школа, 1991=.
- Ти мене примудряєш. . . (Старовинна іспано-єврейська поезія) — Нью-Йорк: Mir Collection, 1996
- Іспанська інквізиція. Кати та жертви.-С.-Петербург: Дмитро Буланін, 2000
- Література Іспанії. Від народження до наших днів. Том 1-IX-XVIII ст.-СПб: СПбГУ, 2005. Том 2-XIX-XX ст.-СПб: СПбДУ, 2009.

Статті
- «Строфи Хуана Панадеро» Рафаеля Альберті // «Уч. зап. ЛДУ», серія філологіч. наук, 1955 № 184, в. 22;
- Про «комедії характерів» Аларкона// Романо-герм. філологія, Л., 1957;
- «Сервантес в Росії», в кн.: «Мігель де Сервантес Сааведра. Бібліографія …», 1959;
- Лопе Ф. де Вега Карпі в Росії // «Лопе де Вега. Бібліографія …», 1962;
- Лопе де Вега і Шекспір // Шекспір у світовій літературі, М. — Л., 1964.